# Willard Van Orman Quine
Willard Van Orman Quine (Akron, 25 giugno 1908 – Boston, 25 dicembre 2000) è stato un filosofo e logico statunitense.
Di solito indicato come "W. V. O. Quine" ha ricoperto la cattedra Edgar Pierce di filosofia della Harvard University dal 1956 al 2000. Chiamato da taluni "il filosofo del filosofo", è il modello quintessenziale del filosofo analitico.  Tra le sue maggiori opere Two Dogmas of Empiricism (1951, 1953, 1961), influente attacco alla concezione dei positivisti logici sulle proposizioni analitiche e sintetiche e Parola e oggetto (1960).

## Biografia
Cresciuto ad Akron, nell'Ohio, ottiene un B.A. dall'Oberlin College e un Ph.D. dalla Harvard University nel 1932. Ad Harvard ha studiato logica con Alfred North Whitehead. Nei due anni successivi viaggia in Europa grazie ad una generosa borsa di studio e viene a contatto con i logici polacchi e con il Circolo di Vienna, in particolare con Rudolf Carnap.
Dal 1942 al 1946 lavora presso la United States Navy Intelligence, raggiungendo il grado di Lieutenant Commander.
Tra i suoi studenti di Harvard molti sono diventati filosofi di fama: tra questi Donald Davidson, David Lewis e Daniel Dennett.

## Opera
La maggior parte delle prime pubblicazioni di Quine hanno riguardato la logica formale.  Successivamente egli ha gradualmente spostato i suoi interessi verso questioni di ontologia, epistemologia e linguaggio; dagli anni '60 sostanzialmente egli ha sviluppato un suo progetto di "epistemologia naturalizzata" avente lo scopo di dare risposte a tutte le questioni sostanziali della conoscenza e del significato utilizzando metodi e strumenti delle scienze naturali. Quine ha decisamente rifiutato la visione secondo la quale ci sia una "prima filosofia", costituente un punto di vista teoretico in un qualche modo precedente alla scienza e quindi capace di giustificarla. Queste prese di posizione generali fanno parte, entrambe, del naturalismo filosofico di Quine.

### Rifiuto della distinzione analitico-sintetico
Negli anni '20 e '30, le discussioni con Carnap, Nelson Goodman, Alfred Tarski e altri hanno condotto Quine a dubitare della tenuta della distinzione, fondamentale per il positivismo logico, fra "enunciati analitici"—quelli veri o falsi semplicemente in relazione ai significati dei termini che li compongono come Tutti gli scapoli non sono ammogliati—ed "enunciati sintetici", veri o falsi in relazione ai fatti del mondo come "C'è un gatto sullo zerbino."
Un enunciato è analitico quando è vero solo grazie al significato dei suoi termini, senza riferimento ai fatti del mondo.
Questa definizione dipende però dalla definizione della nozione di significato. Difatti, dice Quine, se comprendessimo a che cosa "il significato di T" fa riferimento, capiremmo anche cosa significa dire che i due termini T1 e T2 sono sinonimi: vorrebbe dire che i loro significati sono identici.
Ad esempio la proposizione Tutti gli uomini non ammogliati sono scapoli è considerata analitica perché si intende che il significato di "scapolo" ed il significato di "non sposato" siano identici. Se così fosse, potremmo dire che una proposizione è analitica se può essere trasformata in una verità logica rimpiazzando sinonimo con sinonimo.
Quindi Tutti gli uomini non ammogliati sono scapoli  si trasformerebbe in Tutti gli uomini scapoli sono scapoli, che è una verità logica.
Ma qui risiede il problema. Secondo Quine è la nozione di significato che va attaccata nella sua definizione classica. Egli rifiuta infatti il mentalismo che vuole che i significati siano determinati nella mente prima e oltre a ciò che è implicito nelle disposizioni al comportamento.
In altre parole, secondo Quine, non si può fare riferimento al significato di una proposizione senza fare riferimento ai fatti del mondo.
In essenza, per Quine le proposizioni analitiche e sintetiche non possono essere nettamente distinte –- e la distinzione deve essere posta in dubbio, se non dissolta.

### La indeterminatezza della traduzione
Il libro Parola e oggetto riassume molto del precedente lavoro di Quine al di fuori
della logica formale. Quine esamina i metodi che sarebbero disponibili a un "linguista sul campo"
che cercasse di tradurre una lingua a lui prima sconosciuta.
Egli osserva che ci sono molti modi per suddividere una frase in parole e diversi modi
per distribuire funzioni tra le parole. Ogni ipotesi di traduzione potrebbe essere
difesa solo ricorrendo al contesto: osservare quali altri enunciati un parlante nativo pronuncerebbe.
Ma una analoga indeterminatezza comparirebbe ancora: ogni ipotesi di traduzione può essere difesa
se si adottano abbastanza ipotesi compensatorie riguardanti altre parti del linguaggio.
L'esempio proposto da Quine in proposito, ora divenuto leggendario, riguarda la parola gavagai
pronunciata da un nativo in presenza di un coniglio. Il linguista potrebbe tradurla con "coniglio", o con
"Guarda, un coniglio", o "mosca del coniglio" (nome di un supposto genere di insetto che
non abbandona i conigli), oppure "cibo" oppure "Andiamo a caccia", o "Stanotte ci sarà una tempesta"
(se i nativi hanno particolari credenze sui collegamenti conigli-tempeste), o anche
"momentaneo stadio del coniglio", "sezione temporale di una estensione tetradimensionale
spazio-temporale di un coniglio", "massa di coniglità", o "parte di coniglio non individuata".
Alcune di queste ipotesi alla luce di ulteriori osservazioni possono diventare meno probabili—cioè ipotesi meno maneggevoli. Altre possono essere scartate solo ponendo ai nativi
delle domande. Una risposta affermativa a "È questo lo stesso gavagai di quello precedente?"
farà scartare "momentaneo stadio del coniglio", e così via. Ma queste domande possono essere poste
solo dopo che il linguista ha imparato a padroneggiare una buona dose della grammatica e del vocabolario astratto dei nativi; questo a sua volta può essere fatto sulla base di ipotesi derivate da più semplici frammenti di lingua collegate a osservazioni; e quegli enunciati, per parte loro, consentono interpretazioni multiple, come abbiamo constatato.
Non c'è modo di sfuggire a questa circolarità. Infatti, essa interviene in forma analoga anche
nella interpretazione di discorsi pronunciati nella lingua del linguista e anche nell'interpretazione delle proprie espressioni.
Questa considerazione, contrariamente a una diffusa interpretazione meramente caricaturale di Quine, non porta allo scetticismo sul significato—o questo significato è nascosto e inconoscibile,
oppure queste parole sono prive di significato.
Quine giunge a concludere che c'è e ci può essere non più significato di quello che potrebbe essere imparato da un comportamento di un parlante.
In realtà non c'è proprio alcuna necessità di sostenere tali entità come "significati", in quanto la nozione di uguaglianza di significato non può ottenere alcuna spiegazione utilizzabile, ma dire che non ci sono "significati" non equivale a dire che le parole non significano.
Di conseguenza a proposito di una traduzione da una lingua all'altra non si possono porre dilemmi
di "giusto" o "sbagliato". Ci sono solo questioni di "meglio" e "peggio". E la scelta fra questi
attributi non pone questioni di "accuratezza" come quella che sarebbe ordinariamente
costruita: le teorie della traduzione sono migliori o peggiori, in relazione al migliore o
peggiore successo con il quale predicono successivi enunciati e traducono secondo un più o meno semplice schema di regole.

### Olismo della conferma e relatività ontologica
La tesi centrale che sta alla base della indeterminatezza della traduzione e di altri sviluppi dell'opera di Quine è costituita dalla relatività ontologica e dalla teoria correlata dell'olismo della conferma. La premessa dell'olismo della conferma è che tutte le teorie di quello che esiste (e le affermazioni derivate nel loro ambito) non sono sufficientemente determinate dai dati empirici (dati, dati sensoriali, evidenza); ogni teoria con la sua interpretazione dell'evidenza è ugualmente giustificabile. Così la Weltanschauung degli dèi omerici secondo gli antichi greci è credibile quanto le onde elettromagnetiche del mondo dei fisici.
Per quanto riguarda la sua personale credenza, Quine chiarisce alla fine di Due dogmi dell'empirismo:
 (dalla raccolta Da un punto di vista logico, p. 62.)
Il relativismo ontologico di Quine lo conduce a concordare con Pierre Duhem quando ritiene che per ogni collezione di evidenza empirica ci sarebbero sempre molte teorie in grado di renderne conto, di inquadrarla. Quindi non è possibile verificare o falsificare una teoria semplicemente confrontandola con l'evidenza empirica; la teoria può sempre essere salvata con qualche modifica. Per Quine il pensiero scientifico ha formato una rete coerente nella quale ogni parte potrebbe essere alterata alla luce dell'evidenza empirica e nella quale nessuna evidenza empirica potrebbe costringere alla revisione di una parte.
L'opera di Quine ha contribuito a una larga accettazione dello strumentalismo nella filosofia della scienza.

### Citazioni
- "To be is to be the value of a bound variable"
- "No entity without identity."
- "Philosophy of science is philosophy enough."
- "We cannot stem linguistic change, but we can drag our feet. If each of us were to defy Alexander Pope and be the last to lay the old aside, it might not be a better world, but it would be a lovelier language."
- Quine was asked what was the correct collective noun for logicians. He replied "It is a sequitur of logicians."

## Opere di Quine in italiano
- Il problema del significato, Ubaldini, Roma, 1966.
- Parola e oggetto, Il Saggiatore, Milano, 1970; rist. 1994 (ISBN 88-428-0339-1)
- Manuale di logica, Feltrinelli, Milano, 1960
- Logica elementare, Ubaldini, Roma, 1968 (ISBN 88-340-0204-0)
- La relatività ontologica e altri saggi, Armando, Roma, 1986
- Saggi filosofici 1970-1981, Armando, Roma, 1982
- I modi del paradosso e altri saggi, Il Saggiatore, Milano, 1975 ISBN non esistente
- Logica e grammatica, Il Saggiatore, Milano, 1981 ISBN non esistente
- Quidditates: quasi un dizionario filosofico, Garzanti, Milano, 1991
- La scienza e i dati di senso, Armando, Roma, 1987
- Dallo stimolo alla scienza: logica, matematica, linguistica, Il Saggiatore, Milano, 2001 (ISBN 88-428-0486-X)
- Da un punto di vista logico. saggi logico-filosofici, Cortina, Milano,  2004 (nuova traduzione di Il problema del significato) (ISBN 88-707-8885-7)